# 熊野若王子神社
熊野若王子神社（くまのにゃくおうじじんじゃ）は、京都市左京区若王子町にある神社。旧社格は村社。かつては禅林寺の鎮守社であった。哲学の道の南端にある。通称、若王子神社。京都三熊野の一つ。

## 歴史
永暦元年（1160年）に後白河法皇が禅林寺の鎮守として熊野権現を勧請したことに始まる。社名は天照皇大神の別名・若一王子から採られたものである。
熊野詣を行うにあたり、修験者はまず当社で身を浄めてから出発したという。
足利尊氏、寛正6年（1465年）3月には足利義政がこの地で花見をし、宴を開いている。また、室町幕府や武家からの信仰を集めた。
応仁の乱で荒廃したが、豊臣秀吉により再興されている。
明治時代には社殿が衰微していたため、修理が行われている。また、村社に列せられている。当社の本殿は本宮、新宮、那智、若宮の4社で構成されていたが、1979年（昭和54年）に一社相殿の本殿にまとめられた。
京都府で最も古い梛（ナギ）の大木（樹齢400余年）がある。
京都には京都三熊野といわれる神社があり、それぞれ新熊野神社は熊野本宮大社、熊野神社は熊野速玉大社、熊野若王子神社は熊野那智大社というように熊野三山に対応している。

## 祭神
- 主祭神 - 国常立神、伊佐那岐神、伊佐那美神、天照皇大神

## 境内
- 本殿 - 1979年（昭和54年）再建。
- 拝殿
- 恵比須社
- 社務所

## 祭事
- 例祭 - 7月10日